# هرم خفرع

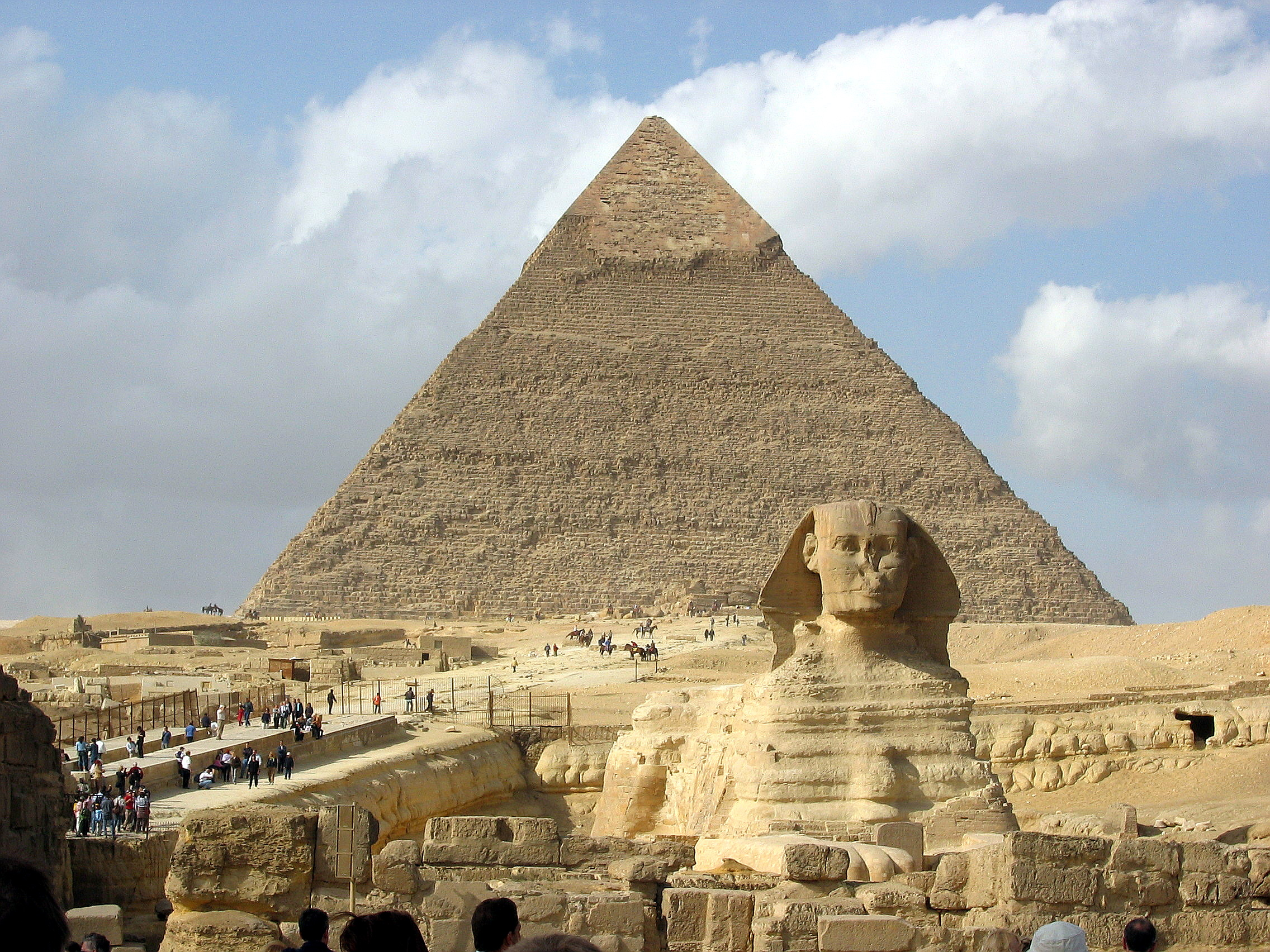
تصویری از هرم خفرع در پشت مجسمه ابوالهول.

هرم خَفرِع یا هرم خفرن دومین هرم بزرگ مجموعه اهرام جیزه می‌باشد. قدمت هرم خفرع به دودمان چهارم مصر می‌رسد.
هرچند هرم خوفو بزرگ‌ترین هرم در میان هرم‌های سه‌گانه است اما خفرع سالم‌ترین شکل هرمی را در میان این سه هرم حفظ کرده‌است و نوک هرم و مجموعه تدفینی آن از همه دیگر هرم‌های دشت جیزه سالم‌تر باقی مانده‌است.
هرم خفرع به خوبی هرم خوفو بررسی نشده است زیرا شمار اتاق‌های درون آن کمتر است. هرم خفرع دو ورودی دارد، یکی ورودی پست‌تر و دیگری ورودی بلندتر و این ورودی‌ها به اتاقی مرکزی می‌رسند که گور سنگی در آن قرار دارد.
در هرم خفرع نگارگری یا نگاره‌تراشی انجام نشده‌است.
این هرم از یکم ژانویه ۲۰۰۵ پس از یک دوره مرمت ازنو به روی بازدیدکنندگان گشوده شد.
ارتفاع این هرم ۱۳۶ متر است.